# Тинаму білогорлий
Тинаму білогорлий (Tinamus guttatus) — вид птахів родини тинамових (Tinamidae).

## Поширення
Вид поширений на півночі Південної Америки. Він трапляється на південному сході Колумбії та півдні Венесуели, звідки його ареал простягається на південь через Перу та Еквадор до північної Болівії та на схід до північно-східної Бразилії. Населяє субтропічні та тропічні низинні ліси на висоті до 500 м над рівнем моря.

## Спосіб життя
Трапляється поодинці, або невеликими сімейними групами до п'яти птахів. Харчується переважно плодами, які збирає на землі та в низьких кущах. Він також харчується дрібними безхребетними, квітковими бруньками, молодим листям, насінням та корінням. Гніздо облаштовує на землі серед густої рослинності. Самець висиджує яйця, які можуть бути від декількох самиць. У кладці 4 або 5 яєць інтенсивного синьо-зеленого кольору. Після вилуплення самець також піклується про пташенят.